# ماري سو كولمان
ماري سو كولمان (بالإنجليزية: Mary Sue Coleman) هي عالمة كيمياء حيوية أمريكية، ولدت في 2 أكتوبر 1943.
حصلت كولمان على درجة البكالوريوس في العلوم مع تخصص في الكيمياء من كلية جرينيل في عام 1965 ودكتوراه في الكيمياء الحيوية من جامعة نورث كارولينا في تشابل هيل في عام 1969.

## وصلات خارجية
- ماري سو كولمان على موقع إن إن دي بي (الإنجليزية)